# Como Esquecer
Como Esquecer é um filme brasileiro de 2010. O roteiro é inspirado no romance Como Esquecer – Anotações quase Inglesas, de Myriam Campello.

## Sinopse
Júlia (Ana Paula Arósio) é uma professora de literatura inglesa que é abandonada pela namorada depois de um relacionamento que durou mais de dez anos. Por causa da separação, Júlia vai morar no Rio de Janeiro com seu melhor amigo, Hugo (Murilo Rosa), que é gay, e Lisa (Natália Lage). No novo trabalho, Júlia acaba despertando o interesse de duas alunas, mas é Helena (Arieta Corrêa) que mexerá com a professora, apesar de ela não se sentir preparada para novos relacionamentos.

## Elenco
| Ator             | Personagem   |
| ---------------- | ------------ |
| Ana Paula Arósio | Júlia        |
| Murilo Rosa      | Hugo         |
| Natália Lage     | Lisa         |
| Arieta Corrêa    | Helena       |
| Bianca Comparato | Carmem Lygia |
| Pierre Baitelli  | Nani         |
| Regina Sampaio   | Selma        |
| Marília Medina   | Tutty        |
| Gillray Coutinho | Honorio      |
| Analu Prestes    | Donna Laura  |
| Ana Kutner       | Mônica       |
| Ana Baird        | Joana        |
| Lia Racy         | Gina         |
| Miriam Juvino    | Claudia      |

### De apoio
| Ator               | Personagem       |
| ------------------ | ---------------- |
| Roberto Lobo       | Gerente de Banco |
| Gabriela Bonomo    | Aluna            |
| Larissa Honorato   | Menina Loira     |
| Lilly Vieira       | Maga Café        |
| Leila Mafua        | Cantora          |
| Mônica de Oliveira | Saxofonista      |
| Rodrigo Braga      | Percussionista   |